# Social Security Act
Il Social Security Act è una legge degli Stati Uniti d'America, firmata il 14 agosto 1935 da Franklin Delano Roosevelt.

## Storia
Emanata nel contesto del New Deal, anche se non si arrivò a recuperare il livello di ricchezza antecedente la grande depressione, Roosevelt riuscì a ricandidarsi alla presidenza e a venire eletto sia nel 1940 che nel 1944, grazie al consenso ottenuto dalla popolazione.
La legge subì diverse modifiche nel corso degli anni ma le più importanti sono state quelle approvate dal presidente Lyndon B. Johnson nel 1965 che hanno creato i due programmi di assistenza Medicare e Medicaid, tuttora attivi.

## Contenuto
Il provvedimento era finanziato dai contributi dei datori di lavoro e dei lavoratori nonché con i fondi del bilancio federale. La norma introdusse una indennità di disoccupazione ed una di vecchiaia (quella di malattia, inizialmente inclusa nel disegno di legge, fu tolta per l'opposizione accanita della "lobby" dei medici). Mancava l'assistenza a categorie come collaboratori domestici, braccianti agricoli, impegiati pubblici e alcune categorie di professionisti. In quella circostanza nacque il programma di Aid to Families with Dependent Children (aiuto alle famiglie con figli a carico). 
I benefici della legge erano supervisionati da un organo definito un consiglio della sicurezza sociale.
Un effetto del provvedimento è stato l'introduzione del Social security number come strumento identificativo.